# قائمة الصحف العربية
الصحافة في المنطقة العربية قديمة قدم التاريخ، ويرجع تاريخها إلى زمن البابليين حيث استخدموا كتابا لتسجيل أهم الأحداث اليومية ليتعرف عليها الناس. وفي روما فقد كانت القوانين والقرارات والأحداث ذات الأهمية تسجل لتصل إلى الشعب ليطلع عليها.
وفي العصر الحديث بدأت الصحافة العربية منذ القرن التاسع عشر، حينما اصدر الوالي داوود باشا أول جريدة عربية في بغداد وكانت مزدوجة اللغة تحت اسم «جورنال عراق»

 باللغتين العربية والتركية، وذلك عام 1816 وفي حملة نابليون بونابرت على مصر عام 1798، أصدر في القاهرة صحيفتين باللغة الفرنسية.

## الصحف الأردنية
- الدستور
- Al-Ahali
- جريدة الأنباط
- العرب اليوم
- الغد
- Al-liwa
- الرأي
- جريدة السبيل
- جوردان تايمز (English)
- شيحان
- The Star  [لغات أخرى]‏ (English)

## الصحف البحرينية
- جريدة أخبار الخليج البحرينية
- صحيفة الأيام البحرينية
- صحيفة الوسط البحرينية
- الوطن
- مرآة البحرين (Arabic, English)
- صحيفة تريبيون (English)
- جريدة غلف ديلي نيوز (English)

## قائمة أبرز صحف تونس
تعود الصحافة المكتوبة في تونس إلى القرن التاسع عشر حيث أصدرت تونس أول جريدة باسم الرائد التونسي، منذ سنة 1860.
يوجد الآن في تونس حوالي 267 صحيفة ومجلة.
ومن قائمة أبرز عناوين صحف تونس الناشطة نجد:
- في الصحف اليومية:

لابراس  ·  الصحافة  ·  الصباح  ·  لوطون  ·  الشروق  ·  لوكوتيديان  ·  الصريح  ·  التونسية  ·  المغرب
- في الصحف الأسبوعية:

الأخبار  ·  أخبار الجمهورية  ·  الإعلان ·  الأنوار  ·  البيان  ·  تونس هبدو ·  الحدث  · الصباح الأسبوعي  ·  الضمير  ·  المصور  ·  الحصاد الأسبوعي  ·  السور  ·  الجرأة  ·  آخر خبر  ·  المساء
- قي الصحف المتحزبة:

المستقبل  ·  الوحدة  ·  الوطن  ·  الأفق  ·  التونسي ·  الطريق الجديد ·  الموقف  ·  مواطنون  ·  الفجر
- في الصحف الاكترونية:

 ·  تونس نيوز ·  الفجر نيوز
- جرائد سابقة:

الحاضرة  ·  الحرية  ·  العمل  ·  لاديبيش تونيزيان  ·  لو تونزيان  ·  نحن الشباب  ·  النسناس  ·  لورونوفو  ·  المشير  ·  الوزير  ·  كل الناس
- Al-Chourouk
- Al-Horria
- As-Sabah
- Elkhabar, Journal Électronique
- Es-Sahafa
- L'Économiste Maghrébin (French)
- لا براس (French)
- Le Quotidien (French)
- لورونوفو (French)
- LeTemps (French)
- تونس هبدو (French)
- Le Soir de Tunisie (Arabic)

## قائمة من أبرز الصحف الجزائرية
من أقدم الصحف والجرائد التي أصدرت في الجزائر، نجد جريدة المبشر عام 1847، وقد كانت جريدة رسمية بالفرنسية:
وفيما يلي قائمة أبرز الصحف الصادرة في الجزائر:
- - باللّغة العربية:

| - 1844 (1975) – الجمهورية - 1961 – وكالة الأنباء الجزائرية - 1962 – الشعب - 1963 (1972) – النصر - 1985 – المساء - 1990 – الخبر - 1990 – الشروق اليومي - 1998 – صوت الأحرار - 1999 – اليوم | - 1999 – البلاد - 1990 – الواحة - 2000 – الفجر - 2000 – آخر ساعة - 2005 – الأيام الجزائرية - 2006 – المواطن - 2007 – النهار الجديد - 2009 – وقت الجزائر | - أخبار اليوم - الأحداث - صوت الغرب - الحوار - الجزائر نيوز - الجمهور - المستقبل - الأمة العربية - كواليس |

- - باللغة الفرنسية:

| - 1965 – المجاهد - 1985 – أوريزون - 1990 – الوطن - 1990 – لو جون أنديبوندون - 1990 – لو سوار دالجيري - 1991 – لو ماتان - 1992 – ليبيرتي | - 1993 – الأصيل - 1994 – لاتريبين - 1994 – لو كوتيديان دوران - 2000 – لي ديبا - 2000 – لكسبريسيون - 2002 – لا ديبيش دو كابيلي - 2007 – لو ميدي ليبر | - 2009 – لو طون دالجيري - 2015 – لو جور دالجيري - 2016 – لو كوريي دالجيري - لوتونتيك - أنفو سوار - لو ماغريب |

**باللغة الأنجليزية:
- جريدة شمال إفريقيا

## قائمة من الصحف السعودية
| الصحيفة            | مكان الإصدار    | سنة الإصدار  |  |
| ------------------ | --------------- | ------------ |  |
| جريدة أم القرى     | مكة المكرمة     | 1924 م       |  |
| جريدة البلاد       | جدة             | 1932 م       |  |
| جريدة المدينة      | جدة             | 1937 م       |  |
| جريدة الحياة       | لندن            | 1946، 1988 م |  |
| جريدة الندوة       | مكة المكرمة     | 1958 م       |  |
| جريدة عكاظ         | جدة             | 1960 م       |  |
| جريدة الجزيرة      | الرياض          | 1960 م       |  |
| جريدة الرياض       | الرياض          | 1963 م       |  |
| جريدة اليوم        | الدمام          | 1965 م       |  |
| جريدة الاقتصادية   | الرياض، الظهران | 1992 م       |  |
| جريدة الشرق الأوسط | لندن            | 1978 م       |  |
| جريدة الوطن        | أبها، جدة       | 2000 م       |  |
| صحيفة الشرق        | الدمام          | 2011 م       |  |
| صحيفة الرياضية     | -               | -            |  |

صحيفة تواصل الإلكترونية
- الصحف الصادرة بالإنجليزية:

| الصحيفة           | مكان الإصدار | سنة الإصدار |  |
| ----------------- | ------------ | ----------- |  |
| عرب نيوز          | جدة          | 1975 م      |  |
| جريدة سعودي جازيت | جدة          | 1976 م      |  |

- الصحف الصادرة بالأوردية:
- أوردو نيوز
- الصحف الصادرة بالماليالامية:
- ماضيامام:
  - نسسخة جدة: 1 يناير 2006
  - نسخة الرياض: 10 ديسمبر 2007
  - نسخة الدمام: 24 مايو 2008
  - نسخة أبها: 1 يناير 2011
- ثيجاس (نسخة الخليج):
  - نسخة الرياض: مارس 2011
  - نسخة الدمام: مارس 2011
  - نسخة جدة: مارس 2011

- جريدة الاقتصادية (Arabia)
- الجزيرة (Arabic)
- Al Jeel
- جريدة المدينة
- الرياض (Arabic)
- الوطن (Arabic)
- جريدة اليوم
- عرب نيوز (English)
- نسيج
- صحيفة عكاظ
- جريدة سعودي جازيت (English)

## قائمة من الصحف السودانية
صدرت الغازيتية عام 1898 باللغة الإنجليزية، كنشرة قانونية تهتم بالجانب القانوني.
وهذه قائمة تشمل أنواع مختلفة من الصحف اليومية والالكترونية والمتخصصة بالسودان، يصدر بعضها باللغة الإنجليزية ومعظمها باللغة العربية.
| رقم | اسم الصحيفة                          | الموقع الألكتروني                                                            |
| --- | ------------------------------------ | ---------------------------------------------------------------------------- |
| 1   | الصحافة                              | http://www.alsahafa.sd/                                                      |
| 2   | الأيام                               | http://www.alayaam.net/                                                      |
| 3   | الرأي العام                          | http://www.rayaam.info/                                                      |
| 4   | السوداني                             | http://www.alsudani.sd/news/ نسخة محفوظة 31 مايو 2012 على موقع واي باك مشين. |
| 5   | اجراس الحرية                         | http://ajrasalhurriya.com                                                    |
| 6   | ألوان                                | http://www.alwansd.com/                                                      |
| 7   | الأهرام اليوم                        | http://www.alahramsd.com/                                                    |
| 8   | اخبار اليوم                          | http://www.akhbaralyoumsd.net/                                               |
| 9   | صحيفة شرق السودان الإلكترونية        | https://gabassudan.blogspot.com/?m=1                                         |
| 10  | صدى الأحداث                          | http://www.sadaalahdas.com/                                                  |
| 11  | قوون الرياضية                        | http://www.goansport.net                                                     |
| 12  | كفر ووتر الرياضية                    | http://www.cover-sd.com                                                      |
| 13  | الإنتباهة                            | http://alintibaha.net/portal/                                                |
| 14  | الصدى الرياضية                       | http://www.alsadda.net/                                                      |
| 15  | المشاهير                             | http://www.almshaheer.net                                                    |
| 16  | الوطن                                | http://www.alwatansudan.com/                                                 |
| 17  | سوكر الرياضية                        | http://www.sudanfootball.com                                                 |
| 18  | الدار                                | http://www.aldar-sd.net/                                                     |
| 19  | اخبار السودان                        | --                                                                           |
| 20  | المجهر السياسي                       | http://almeghar.com/news/index.1.html                                        |
| 21  | ايلاف السودانية                      | http://elaffsd.com                                                           |
| 22  | صحيفة السودان                        | --                                                                           |
| 23  | صحيفة الإتحادي                       | http://www.duporg.com                                                        |
| 24  | الميدان                              | http://www.midan.net                                                         |
| 25  | صحيفة الهلال                         | http://www.hilalalsudan.net                                                  |
| 26  | آخر لحظة                             | http://www.akhirlahza.sd/akhir/                                              |
| 27  | سفاري                                | http://www.sudansafari.net/                                                  |
| 28  | شبكة الشروق                          | --                                                                           |
| 29  | شبكة سودانيات                        | http://sudanyiat.com                                                         |
| 30  | شبكة حلتنا                           | --                                                                           |
| 31  | سودانايل الألكترونية                 | http://www.sudanile.com/                                                     |
| 32  | سودانيز أون لاين دوت كوم الألكترونية | http://www.rayaam.info/                                                      |
| 33  | المركز السوداني للخدمات الصحفية      | http://www.smc.sd/                                                           |
| 34  | الراكوبة الألكترونية                 | http://alrakoba.net                                                          |
| 35  | سوكر الرياضية                        | http://sudanfootball.com                                                     |
| 36  | سودان نت الألكترونية                 | http://www.sudan.net/                                                        |
| 37  | شبكة ديارنا الشاملة                  | --                                                                           |
| 38  | النادي السوداني                      | http://www.sudaneseclub.com                                                  |
| 39  | أخبار رماة الحدق السودانية           | http://www.alhadag.com/                                                      |
| 40  | جريدة حريات السودانية                | http://www.hurriyatsudan.com/                                                |
| 41  | سودانيون كوة الوعي                   | http://www.sudanyoon.net                                                     |
| 42  | اخبار السودان                        | --                                                                           |
| 43  | الجريدة                              | http://aljareeda-sd.net/en/day/                                              |
| 44  | المشاهد                              | --                                                                           |
| 45  | Sudan Tribune (سودان تريبيون)        | http://www.sudantribune.com/                                                 |
| 46  | الجماهير إلكترونية مستقلة            | http://www.aljamaheer.net/                                                   |

- Adaraweesh (magazine)
- جريدة الرأي العام (daily)

## الصحف السورية
هذه قائمة تحاول الإخاطة بأبرز عناوين الصحف السورية، منها ماهو قديم جدا يعود إلى بداية القرن العشرين ومنهم صحف متخصصة وصحف حديثة تصدر حاليا في مختلف مدن سوريا:
- - دمشق:
- صحيفة سما سورية
- صحيفة الأيام تصدر في دمشق
- صحيفة القبس تصدر في دمشق
- صحيفة بردى تصدر في دمشق
- صحيفة الأخبار تصدر في دمشق
- صحيفة النصر تصدر في دمشق
- صحيفة الأنباء تصدر في دمشق
- صحيفة الصرخة تصدر في دمشق
- صحيفة الجزيرة تصدر في دمشق
- صحيفة الرأي العام تصدر في دمشق
- صحيفة الشام تصدر في دمشق
- صحيفة الطليعة تصدر في دمشق
- صحيفة الاتحاد تصدر في دمشق
- صحيفة البلد تصدر في دمشق
- صحيفة النضال تصدر في دمشق
- صحيفة الطبل تصدر في دمشق
- صحيفة الف باء تصدر في دمشق
- صحيفة الحاكمية تصدر في دمشق
- صحيفة العلم تصدر في دمشق
- صحيفة المرصاد تصدر في دمشق
- صحيفة حط بالخرج تصدر في دمشق
- صحيفة الحضارة تصدر في دمشق
- صحيفة المصور تصدر في دمشق
- بريد الشرق تصدر في دمشق
- صحيفة أبو نواس تصدر في دمشق
- صحيفة أخبار النهار تصدر في دمشق
- صحيفة المستقبل الشعب تصدر في دمشق
- صحيفة النور تصدر في دمشق -
- صحيفة الانوار تصدر في دمشق
- صحيفة العاصمة تصدر في دمشق
- صحيفة وادي بردى تصدر في دمشق
- صحيفة قاسيون تصدر في دمشق
- صحيفة الفيحاء تصدر في دمشق
- صحيفة صوت الشعب تصدر في دمشق
- صحيفة الميزان تصدر في دمشق
- صحيفة الثورة تصدر في دمشق -
- صحيفة البعث تصدر في دمشق
- صحيفة تشرين تصدر في دمشق -
- صحيفة فتى العرب صحيفة تصدر في دمشق
- صحيفة حرمون تصدر في دمشق
- جريدة العمران تصدر في دمشق
- جريدة لسان العرب تصدر في دمشق
- جريدة الحق تصدر في دمشق
- جريدة المفيد تصدر في دمشق
- جريدة العفريت تصدر في دمشق
- جريدة الحياة تصدر في دمشق
- صحيفة العالم تصدر في دمشق
- جريدة المحيط تصدر في دمشق
- صحيفة المرصاد صدر في دمشق
- جريدة سورية الجديدة تصدر في دمشق
- صحيفة المقتبس تصدر في دمشق
- جريدة العقاب تصدر في دمشق
- صحيفة الخازوق تصدر في دمشق
- صحيفة الامة تصدر في دمشق
- صحيفة السهام تصدر في دمشق
- صحيفة الاستقلال تصدر في دمشق
- صحيفة الكوميديا تصدر في دمشق
- صحيفة القلم تصدر في دمشق
- صحيفة المنار تصدر في دمشق
- صحيفة العالم العربي
- صحيفة اخر دقيقة تصدر في دمشق
- صحيفة الاحرار تصدر في دمشق
- صحيفة الاتزان تصدر في دمشق
- صحيفة الاسلوب تصدر في دمشق
- صحيفة السوري الجديد تصدر في دمشق
- صحيفة الزمان تصدر في دمشق
- جريدة لوماتان باللغة الفرنسية تصدر في دمشق
- جريدة له زيكو باللغة الفرنسية تصدر في دمشق
- صحيفة الدردنيل باللغة الفرنسية تصدر في دمشق
- جريدة بريد سوريا باللغة الفرنسية تصدر في دمشق
- جريدة يبرد باللغة الارمنية تصدر في دمشق
- سيريا تايمز باللغة الإنجليزية تصدر في دمشق
- سوريا ديلي باللغة الإنجليزية تصدر في دمشق
- صحيفة العربي تصدر في دمشق
- مجلة الغربال شهرية شاملة تصدر في دمشق
- جريدة الوسيلة أعلانية تصدر في حلب / دمشق
- جريدة كل شي أعلانية تصدر في دمشق
- جريدة الدليل أعلانية تصدر في دمشق
- جريدة الاقتصادية تصدر في دمشق
- جريدة الفارس أعلانية تصدر في دمشق
- جريدة الصفحات الخضراء أعلانية تصدر في دمشق
- صحيفة الف باء سورية الإلكترونية
- صحيفة حريات تصدر في دمشق وحمص
  - حلب:
- صحيفة العرب تصدر في حلب
- صحيفة حلب تصدر في حلب
- صحيفة الراية تصدر في حلب
- صحيفة المصباح تصدر في حلب
- صحيفة الصاعقة تصدر في حلب
- صحيفة البريد السوري تصدر في حلب
- صحيفة الفرات تصدر في حلب
- صحيفة الوطن تصدر في حلب
- صحيفة العدل تصدر في حلب
- صحيفة الأمة تصدر في حلب
- صحيفة الآمال تصدر في حلب
- صحيفة سورية الشمالية تصدر في حلب
- صحيفة شفق تصدر في حلب
- صحيفة الكلمة تصدر في حلب
- صحيفة الميثاق تصدر في حلب
- صحيفة الوقت تصدر في حلب
- صحيفة على كيفك تصدر في حلب
- صحيفة برق الشمال تصدر في حلب
- صحيفة التاج السلام تصدر في حلب
- صحيفة اللآهالي تصدر في حلب
- صحيفة الضياء تصدر في حلب
- صحيفة الدستور تصدر في حلب
- صحيفة التقدم تصدر في حلب
- صحيفة النداء تصدر في حلب
- صحيفة الجهاد العربي تصدر في حلب
- صحيفة الحوادث تصدر في حلب
- صحيفة الإصلاح تصدر في حلب
- صحيفة الشباب تصدر في حلب
- صحيفة الوقت تصدر في حلب
  - اللاذقية:
- صحيفة الزمر تصدر في اللاذقية
- صحيفة اللاذقية تصدر في اللاذقية
- صحيفة الرغائب تصدر في اللاذقية
- صحيفة الصدى العلوي تصدر في اللاذقية
- صحيفة الارشاد تصدر في اللاذقية
- صحيفة الجلاء تصدر في اللاذقية
- صحيفة اللواء تصدر في اللاذقية
- صحيفة المنار تصدر في اللاذقية
- صحيفة الأعتدال تصدر في اللاذقية
- صحيفة النحلة تصدر في اللاذقية
- صحيفة صدى اللاذقية تصدر في اللاذقية
- حمص:
- صحيفة السمير تصدر في حمص
- صحيفة صدى سوريا تصدر في حمص
- صحيفة فتى الشرق تصدر في حمص
- صحيفة دوحة الميماس تصدر في حمص
- صحيفة التوفيق
- صحيفة الفجر
- صحيفة القافلة

** حماة:
- صحيفة الآخاء تصدر في حماة
- صحيفة الهدف تصدر في حماة
- صحيفة الشعب تصدر في حماة
- صحيفة نهر العاصي تصدر في حماة
- صحيفة حماة تصدر في حماة
- دير الزور:
- صحيفة صوت الفرات تصدر في دير الزور
- صحيفة جول تصدر في دير الزور
- السويداء:
- صحيفة الجبل تصدر في السويداء
- القنيطرة:
- صحيفة مارج تصدر في القنيطرة
- الرقة:
- الدومري تصدر في الرقة (سورية)
- خارج سوريا:
- صدى الشام تصدر في اسطنبول (تركيا)
- مجلة صور تصدر في تركيا
- قراءات أخرى:

- Al-Ayam
- al-Furat
- Al Jamahir
- Al-Ouruba
- صحيفة الثورة السورية
- الوطن
- Al-Wehda
- سوريا تايمز (English)
- إعلام سوريا (English)
- صحيفة تشرين

## قائمة أبرز صحف العراق
بدأت الصحافة العراقى ة منذ القرن التاسع عشر، حينما اصدر الوالي داوود باشا أول جريدة عربية في بغداد اسمها جورنال عراق باللغتين العربية والتركية وذلك عام 1816،
 كأول جريدة عربية تصدر باللغة العربية.
وفيما يلي قائمة بأبرز الصحف في الصحافة العراقية:
قائمة بالصحف العراقية :
- صحيفة الصباح
- بصمة برس - Basma Press
- صحيفة دار السلام
- صحيفة البصائر
- صحيفة الاعتصام
- صحيفة الدعوة الإسلامية
- صحيفة طريق الشعب
- صحيفة الأمة العراقية
- صحيفة الزمان
- صحيفة الإتحاد
- صحيفة الروضة
- صحيفة النهضة
- صحيفة الزوراء
- صحيفة الصباح الجديد
- جريدة الفرات
- جريدة الاهالي
- جريدة المواطن
- الوفاق صحيفة بغداد
- جريدة التاخي
- وكالة الانباء العراقية المستقلة
- جريدة المنارة
- جريدة الطريق
- جريدة التحدي
- مجلة كتاب العراق
- الدستورية
- جريدة الكلداني
- جريدة المدى
- صحيفة الدار العراقية

باللغة الإنكليزية:
- جريدة Iraq Daily
- جريدة Baghdad Bulletin

باللغة الكردية:
- الاتحاد الإسلامي الكردستاني
- جريدة KURDISTAN NEWSLINE

إلكترونية:
- الأخبار العراقية - إلكترونية
- وكالة موازين نيوز
- جريدة بابل - إلكترونية
- النهرين - إلكترونية
- كل العراق - إلكترونية
- الاتجاه الآخر - إلكترونية
- جريدة شباب العراق - إلكترونية

## صحف فلسطين
أ
- الأيام (صحيفة فلسطينية)
- الرسالة (صحيفة)
- الأيام
- الاستقلال

ج
- جريدة القدس
- جريدة الكرمل
- جريدة غزة الأسبوعية
- جريدة فلسطين
- جريدة فصل المقال
- جريدة الحياة الجديدة
- جريدة كل العرب أون لاين

د
- دنيا الوطن

س
- سوريا الجنوبية (جريدة)

ص
- صحيفة الحياة الجديدة
- صحيفة المنار
- صحيفة المنار (فلسطين)
- الصباح (جريدة فلسطينية)

ف
- فلسطين (صحيفة)
- فلسطين تايمز

ق
- القدس

م
- الميثاق (صحيفة)

ن
- النقب

## صحف فلسطينية
- صحيفة الاتحاد العربي
- الصنارة
- كل العرب

## صحف سلطنة عُمان
- سلطنة عمان Arabic Daily Newspaper - جريدة عمان اليومية
- سلطنة عُمان: صحيفة المسار العُمانية، هي صحيفة يومية شاملة تصدر عن مركز المسار للإعلام والتسويق، تأسست في أغسطس 2018م . تعني بأهم وأبرز الأخبار المحلية في سلطنة عُمان، فضلا عن اهتمامها بالأخبار العالمية. موقعها الإلكتروني هو : صحيفة المسار العُمانية يلقى رواجا كبيرا بين متابعي الصحف العُمانية.
- سلطنة عمان Arabic Daily جريدة عمان
- Al Watan Oman Newspaper - جريدة الوطن العمانية
- Al Watan Newspaper الوطن
- Shabiba Newspaper - جريدة الشبيبة
- معلومات وخدمات إضافية... More Information and Services
- صحيفة الزمن عمان
- جريدة سلطنة عُمان صحيفة يومية
- جريدة الحدث العمانية
- جريدة عمانية شاملة مستقلة
- جريدة الرؤية العمانية
- سلطنة عمان Daily Observer - عمان أوبسرفر
- Times of Oman
- سلطنة عمان Times
- Al Isbou’a paper Oman - الأسبوع سلطنة عمان
- سلطنة عمان Economic Review
- معلومات وخدمات إضافية... More Information and Services
- سلطنة عمان Tribune - the edge of knowledge
- Muscat Daily Oman News Headlines
- جريدة أخبار عمان اليوم

صحيفة أخبار عمان اليوم (يومية مستقلة شاملة عمانية)
- Times of Oman
- BusinessToday Newspaper Oman
- Digital Oman

## صحف قطرية
رغم أن الصحافة حديثة العهد في دولة قطر، مقارنة مع باقي الدول العربية، حيث أن أول جريدة أصدرت في قطر كانت سنة 1972 تحت اسم جريدة العرب، إلا أن قطر استطاعت بناء تاريخها الحديث، في فترة وجيزة من الزمن، من خلال خارطة ثقافية ترتكز على مقومات قومية بالأساس تمكنت من بناء إمبراطورية إعلامية إن صح التعبير، وقد عملت على رفع الرقابة عن الصحف المحلية في أكتوبر عام 1995م وإصدار قانون رقم (5) لسنة 1998، القاضي بإلغاء وزارة الإعلام والثقافة وانشاء المجلس الوطني للثقافة والفنون والتراث. والعمل على توزيع اختصاصات وزارة الإعلام السابقة بتحويل بعض إداراتها إلى هيئات مستقلة.
وفيما يلي قائمة من بعض الصحف التي تصدر في قطر:
ب
- بينينسولا

ر
- راية (صحيفة)

ش
- شرق (صحيفة)

غ
- غلف تايمز

ق
- قطر تريبيون
- القدس العربي

و
- وطن (صحيفة)

## صحف كويتية
- صحف يومية باللغة العربية::
- جريدة السياسة—السياسة أونلاين (يومية منذ 1965)
- جريدة القبس—القبس أونلاين (منذ 1972)
- جريدة الوطن (كويتية)—الوطن أونلاين (يومية منذ 1974)
- جريدة الأنباء—الانباء أونلاين (منذ 1976)
- جريدة الراي—الراي أونلاين (منذ 2006)
- جريدة الوسط (الكويت)—الوسط أونلاين (منذ 2007)
- الجريدة (يومية كويتية) —الجريدة أونلاين(منذ 2007)
- جريدة النهار (الكويت)—النهار أونلاين (منذ 2007)
- جريدة الشاهد —الشاهد أونلاين(منذ 2007)
- جريدة الصباح (الكويت)—الصباح أونلاين (منذ 2007)
- جريدة الكويتية ( الكويت )—الكويتية أونلاين (منذ 2011)
- جريدة الرأي العام (الكويت) -الرأي العام أونلاين(1961–1995)(عودة الصدور 2015)
- جريدة الدستور (الكويت)—الدستور أونلاين (يومية منذ 2014 عن مجلس الامة الكويتي)
- صحف بلغات اجنبية:
- جريدة KUWAIT TIMES—كويت تايمز أونلاين نسخة محفوظة 18 يوليو 2015 على موقع واي باك مشين. (منذ 1963)
- جريدة ARAB TIMES —عرب تايمز أونلاين(منذ 1977)
- صحف غير يومية:
- جريدة الكويت اليوم — شهرية تصدر عن حكومة دولة الكويت منذ 1954
- مجلة العربي —العربي أونلاين شهرية منذ 1958
- جريدة الطليعة—الطليعة أونلاين منذ 1962
- جريدة صوت الخليج (الكويت)—صوت الخليج أونلاين منذ 1962
- جريدة آفاق—آفاق أونلاين منذ 1978
- جريدة الشاهد الاسبوعي—الشاهد الاسبوعية أونلاين منذ 2004
- جريدة الخليج (الكويت)—الخليج أونلاين منذ 2009
- صحف كويتية بلغات أجنبية:
- جريدة KUWAIT TIMES—كويت تايمز أونلاين نسخة محفوظة 18 يوليو 2015 على موقع واي باك مشين. (منذ 1963)
- جريدة ARAB TIMES —عرب تايمز أونلاين(منذ 1977)

## قائمة أبرز الصحف اللبنانبة
من قائمة عناوين الصحف اللبنانية نجد:
- جريدة النهار
- جريدة الانتقاد
- جريدة الأنوار الصادرة عن دار الصياد
- جريدة اللواء
- جريدة الحياة
- جريدة المستقبل
- جريدة المحرر
- جريدة السفير
- جريدة الأخبار
- جريدة الديار
- الديار
- الاخبار
- الامل
- الانوار
- البلد
- البناء
- الجمهورية
- اللواء
- المستقبل
- العاصفه
- النهار
- السفير
- الشرق
- البيرق

باللغة الإنجليزية
- ذا ديلي ستار (جريدة لبنانية)
- الأخبار (لبنان)

باللغة الفرنسية
- لوريون لوجور (daily)
- Al Balad en français (daily)

جرايد أرمينبة
- أراراد
- أزتاك
- زارتونك

-جرائد أسبوعية:
جرائد أسبوعية بالعرببة
- همزات الوصل (بيروت، طرابلس)
- الانتقاد  (بيروت)
- الكلمة
- التمدن (طرابلس)
- لسان الحال

جرائد أسبوعية بالفرنسية
- لا ريفو دو ليبان La Revue du Liban (weekly)  (بيروت)
- لو كوميرس دو لوفان Le Commerce du Levant (periodical)  (بيروت)
- جرائد إلكترونية:
  - العنكبوت
  - أسرار البلد نسخة محفوظة 10 فبراير 2012 على موقع واي باك مشين.
  - iloubnan.info
  - النشرة
  - نهار نت
  - لبنان الآن
  - يا لبنان

## قائمة أبرز الصحف قي ليبيا
أول صحيفة تأسست في ليبيا العام 1827 هي صحيفة «المنقب الأفريقي» والتي أنشأها عدد من القناصل الأوروبيين في طرابلس باللغة الفرنسية.
ومن قائمة عناوين الصحف الليبية في الصحافة، بعضها توقف وبعضها مازال ستمرا، وهي مرتبة حسب تاريخ صدورها كالتالي:
- 1866 تأسست صحيفة «طرابلس الغرب» من قبل الوالي العثماني، حيث صدرت في طرابلس من ورقتين الأولى باللغة التركية والثانية باللغة العربية.
- الترقي 1897
- الرقيب العتيد
- جريدة المرصاد
- انتفاضة الأحرار
- العدل
- الفجر (أصدرها محمد فريد سيالة)
- إل جورنالي دي تريبولي (جريدة أصدرها محمد المرابط باللغة الإيطالية)
- سيرينايكا ويكلي نيوز (جريدة أصدرها عبد المولى لنقي)
- الرائد (جريدة ترأس تحريرها القاص عبد القادر أبو هروس)
- * بريد برقة (بنغازي)
- مجلة ليبيا المصورة، بنغازي (1935-1940)
- اللواء الطرابلسي
- الوطن
- البلاغ
- ليبيا الحديثة
- برقة الحديثة
- فزان
- طرابلس الغرب
- العلم اليومية
- الحقيقة (1964)[11]
- الفجر الجديد 1972[12]مواضيع</ref>مقالاتك
- الفاتح 1974 (أسبوعية)
- لنا: هي مجلة مستقلة، شهرية، مطبوعة متخصصة في الشأن الليبي، جُل مقالات المجلة تحليلة عميقة في القضايا السياسية والاجتماعية والثقافية في ليبيا.توزع المجلة في عدد من المدن الليبية، من أبرزها طرابلس وبنغازي وسرت ومصراتة ودرنة والكفرة. ريم البركي هي رئيسة تحرير المجلة، المجلة لها موقع على شبكة الإنترنت، بالإضافة إلي صفحة الفيسبوك .
- الجماهيرية 1980
- الشمس
- تريبولي بوست (بريد طرابلس) بالإنجليزية 1999
- الفجر الجديد (الإنجليزية) 2000
- الزحف الأخضر
- مجلة لا (أواخر الثمانينيات)
- أويا
- قورينا
- جريدة اخبار طبرق
- جريدة البطنان
- كل الفنون 2002
- البيت (صدرت تحت اسم «المرأة» العام 1965 ثم تم تغيير اسمها إلى البيت)
- الأمل 1975
- أفريقيا الجديدة (مجلة صدرت في 2002)
- مجلة ليبيا للاتصالات والتقنية 2006
- مجلة شؤون أفريقية
- مجلة القمة تصدر عن قناة ليبيا الرياضة
- مجلة الشباب والرياضة الجماهيرية - تصدر عن اللجنة الأولمبية الليبية
- مجلة حب الرمان تصدر عن شركة الغد للخدمات الإعلامية
- مجلة المشعل - تصدر عن المؤسسة الوطنية للنفط

## قائمة أبرز الصحف في مصر
من قائمة أبرز عناوين الجرائد المغربية مرتبة حسب تاريخ صدورها نجد:
- من العام 1876 حتي 1949

| الصحيفة               | تاريخ صدورها | دورية الصدور | جهة الإصدار                           |
| جريدة الأهرام         | 1876         | يومية        | مؤسسة الاهرام                         |
| جريدة الاجيبشان جازيت | 1880         | يومية        | دار التحرير للطبع والنشر              |
| جريدة الوفاق          | 1930         | يومية        | ورثة البيلى على الزينى                |
| جريدة اريف            | 1931         | يومية        | جمعية الصندوق الاهلى الارمينى         |
| جريدة هوسابير         | 1939         | يومية        | اونج ماجاريان جمعية الثقافة الارمينية |
| جريدة أخبار اليوم     | 1944         | اسبوعيه      | مؤسسة الأخبار                         |
| جريدة المجتمع         | 1946         | اسبوعيه      | مؤسسة دار التحرير                     |
| جريدة بروجريه ديموش   | 1948         | اسبوعيه      | دار التحرير للطبع والنشر              |
| جريدة جاهاكير         | 1948         | أسبوعية      | عايدة سيروبيان                        |

- من العام 1950 حتي 1959:

| الصحيفة                   | تاريخ صدورها | دورية الصدور | جهة الإصدار                  |
| جريدة الأخبار             | 1952         | يومية        | مؤسسةالأخبار                 |
| جريدة الجمهورية           | 1953         | يومية        | دارالتحريرللطبع والنشر       |
| جريدة المساء              | 1956         | يومية        | دارالتحريرللطبع والنشر       |
| النشرةالاقتصادية لبنك مصر | 1957         | ربع سنويه    | بنك مصر                      |
| جريدة الجرائد العالمية    | 1957         | اسبوعيه      | الهيئة العامة للاستعلامات    |
| جريدة وطني                | 1958         | اسبوعيه      | مؤسسة "وطنى "للطباعة والنشر  |
| جريدة حامل الرسالة        | 1958         | اسبوعيه      | النيابة الرسولية بالاسكندرية |
| ذى ميدل ايست اوبزرفر      | 1958         | اسبوعيه      | احمد محمد السيد فودة         |
| جريدة التعاون             | 1959         | اسبوعيه      | مؤسسة دار التعاون            |

- من العام 1960 حتي 1980:

| الصحيفة                      | تاريخ صدورها | دورية الصدور | جهة الإصدار                             |
| جريدة القناة                 | 1961         | اسبوعيه      | محافظة القناة                           |
| جريدة الجيزة                 | 1961         | شهرية        | ورثة على عبد الرحمن الحسينى             |
| نشرة البنك الاهلى المصري     | 1961         | ربع سنويه    | البنك الاهلى المصري                     |
| جريدة بورسعيد                | 1962         | شهرية        | محافظة بورسعيد                          |
| جريدة العمال                 | 1966         | اسبوعيه      | الاتحاد العام لعمال ج.م.ع               |
| جريدة ميدان الرياضة          | 1966         | أسبوعية      | عواطف عبد القادر الصباحى                |
| جريدة الشباب العربي          | 1966         | أسبوعية      | وزارة التعليم العالى                    |
| جريدة الرأى للشعب            | 1966         | أسبوعية      | مؤسسة دار الشعب                         |
| جريدة صحيفة المكتبة          | 1968         | نصف سنوية    | جمعية المكتبات المدرسية                 |
| جريدة صوت بورسعيد            | 1971         | شهرية        | الحزب الوطني ببورسعيد                   |
| جريدة صوت التعاون الاستهلاكى | 1972         | شهرية        | الاتحاد التعاونى الاستهلاكى             |
| جريدة الجمعة                 | 1973         | اسبوعيه      | الجمعية الشرعية للعاملين بالكتاب والسنة |
| جريدة هنا الإسكندرية         | 1975         | شهرية        | جمعية الخدمات للعاملين باذاعة           |
| جريدة الكورة والملاعب        | 1976         | اسبوعيه      | دارالتحريرللطبع والنشر                  |
| جريدة السياسي المصري         | 1976         | اسبوعيه      | مؤسسة دار التعاون                       |
| ت- طويرالتعبئة والتغليف      | 1978         | نصف سنوية    | الجمعية المصرية للتعبئة والتغليف        |
| جريدة المدينة الحرة          | 1978         | اسبوعيه      | حزب الاحرار الاشتراكيين                 |
| جريدة الزمالك                | 1979         | اسبوعيه      | النادى الزمالك                          |
| جريدة الاهلاوية              | 1979         | اسبوعيه      | جمعية نهضة عابدين                       |
| جريدة صوت السويس             | 1979         | شهرية        | المجلس الأعلى لمحافظة السويس            |
| جريدة الناس                  | 1979         | يومية        | اسمة محمد عباس                          |
| جريدة صوت قنا                | 1979         | شهرية        | محافظة قنا                              |
| جريدة مايو                   | 1980         | اسبوعيه      | الحزب الوطني الديمقراطى                 |
| جريدة الجمهورالمصري الرياضى  | 1980         | نصف شهرية    | جمعية رابطة مشجعى النادى المصري         |
| جريدة اسوان                  | 1980         | شهرية        | محافظ اسوان                             |
| جريدة بورسعيد الجديدة        | 1980         | ربع سنويه    | جمعية الفكر والأدب ببورسعيد             |

- من العام 1981 حتي 1984:

| الصحيفة                                          | تاريخ صدورها | دورية الصدور | جهة الإصدار                        |
| جريدة اللواء الإسلامي                            | 1981         | اسبوعيه      | الحزب الوطني الديمقراطى            |
| جريدة النور                                      | 1981         | اسبوعيه      | حزب الاحرار الاشتراكيين            |
| جريدة المنوفية                                   | 1982         | شهرية        | محافظة المنوفية                    |
| جريدة الحياة                                     | 1982         | اسبوعيه      | جمعية رعاية الارامل والمطلقات      |
| جريدة صوت المنيا                                 | 1982         | اسبوعيه      | محافظة المنيا                      |
| جريدة أخبار بنى سويف                             | 1982         | يومية        | محافظة بنى سويف                    |
| جريدة الاهالى                                    | 1982         | اسبوعيه      | حزب التجمع الوطني التقدمى الوحدوى  |
| جريدة القليوبية                                  | 1982         | اسبوعيه      | محافظة القليوبية                   |
| جريدة المريخ الرياضى                             | 1982         | نصف شهرية    | نادى المريخ للالعاب الرياضية       |
| جريدة الإسكندرية الجديدة                         | 1982         | يومية        | رابطة اسر الصحفيين والكتاب         |
| جريدة الاتحاد السكندرى                           | 1982         | يومية        | نادى الاتحاد السكندرى              |
| جريدة أرض السلام                                 | 1982         | شهرية        | جمعية رعاية اسر الشهداء            |
| جريدة الامة الإسلامية                            | 1982         | اسبوعيه      | الطريقة الجوهرية الشاذلية          |
| جريدة صوت سوهاج                                  | 1983         | اسبوعيه      | المجلس الأعلى للثقافة بسوهاج       |
| جريدة أخبار القليوبية                            | 1983         | نصف شهرية    | الحزب الوطني الديمقراطى بالقليوبية |
| The bulletin institute for metallurgical studies | 1983         | ربع سنويه    | معهد                               |
| جريدة الوفد                                      | 1984         | يومية        | حزب الوفد الجديد                   |
| جريدة صوت سوهاج الحـر                            | 2008         | اسبوعيه      | خاصة                               |
| جريدة القاهرة                                    | 1984         | اسبوعيه      | وزارة الثقافة                      |

- من العام 1985 حتي 1989:

| جريدة الجرائد المحلية           | 1985 | شهرية     | الهيئة العامة للاستعلامات               |
| جريدة الوفدى                    | 1986 | اسبوعيه   | حزب الوفد الجديد                        |
| جريدة بورسعيديون                | 1986 | نصف شهرية | المجلس الشعبي المحلى لمحافظة بورسعيد    |
| جريدة الرأى الحر صوت الإسكندرية | 1986 | يومية     | المجلس الشعبي المحلى لمحافظة الإسكندرية |
| جريدة الأقصر                    | 1986 | يومية     | المجلس الشعبي المحلى لبندر الأقصر       |
| جريدة وفد الفيوم                | 1986 | اسبوعيه   | حزب الوفد الجديد لجنة الوفد الجديد      |
| جريدة الحقيقة                   | 1988 | اسبوعيه   | حزب الاحرار                             |
| جريدة الفيوم                    | 1988 | اسبوعيه   | الحزب الوطني بالفيوم                    |
| جريدة وفد الدلتا                | 1988 | شهرية     | حزب الوفد الجديد                        |
| جريدة العامل المصري             | 1989 | اسبوعيه   | حزب الاحرار الاشتراكيين                 |
| جريدة صوت الصعيد                | 1989 | اسبوعيه   | اللجنة العليا لإقليم شمال الصعيد        |
| جريدة الاسرة العربية            | 1989 | يومية     | حزب الاحرار الاشتراكيين                 |
| جريدة انباء الصعيد              | 1989 | اسبوعيه   | مديرية الثقافة باسوان                   |
| جريدة صوت الأزهر                | 1989 | اسبوعيه   | جامعة الأزهر                            |
| جريدة أخبار الرياضة             | 1989 | اسبوعيه   | مؤسسة الأخبار                           |
| جريدة صوت الجيزة                | 1989 | اسبوعيه   | المجلس الشعبي المحلى لمحافظة الجيزة     |
| جريدة الأخبار الزراعية          | 1989 | اسبوعيه   | مؤسسة الاهرام                           |
| جريدة أخبار الصعيد              | 1989 | اسبوعيه   | حزب الاحرار الاشتراكيين                 |
| جريدة افاق عربية                | 1989 | اسبوعيه   | حزب الاحرار الاشتراكيين                 |
| جريدة الأهرام المسائى           | 1989 | يومية     | مؤسسة الاهرام                           |
| جريدة AL AHRAM WEEKLY           | 1989 | اسبوعيه   | مؤسسة الاهرام                           |
| جريدة مصر التجارة والاستثمار    | 1989 | شهرية     | الاتحاد العام للغرف التجارية المصرية    |

- من العام 1990 حتي 1995:

| الصحيفة                | تاريخ صدورها | دورية الصدور | جهة الإصدار                                                      |
| جريدة النيل            | 1991         | اسبوعيه      | الحزب الاتحادى الديمقراطى                                        |
| جريدة كفر الشيخ        | 1991         | شهرية        | محافظة كفر الشيخ                                                 |
| جريدة أخبار الحوادث    | 1991         | اسبوعيه      | مؤسسة أخبار اليوم                                                |
| جريدة القوات المسلحة   | 1992         | نصف شهرية    | دار الدفاع للصحافة والنشر "إدارة الشئون المعنوية للقوات المسلحة" |
| جريدة أخبار الغربية    | 1992         | اسبوعيه      | محافظة الغربية                                                   |
| جريدة بورسعيد الوطنية  | 1992         | اسبوعيه      | حزب التجمع الوطني ببورسعيد                                       |
| جريدة بورسعيد المستقبل | 1992         | نصف شهرية    | جمعية سيدات بورسعيد                                              |
| جريدة عقيدتى           | 1993         | اسبوعيه      | مؤسسة دار التحرير                                                |
| جريدة حديث المدينة     | 1993         | اسبوعيه      | حزب الاحرار الاشتراكيين                                          |
| جريدة أخبار الآدب      | 1993         | اسبوعيه      | مؤسسة أخبار اليوم                                                |
| جريدة انباء دمياط      | 1993         | شهرية        | الغرفة التجارية المصرية لمحافظة دمياط                            |
| جريدة سيناء المستقبل   | 1994         | اسبوعيه      | محافظة شمال سيناء                                                |
| جريدة البحيرة          | 1994         | شهرية        | محافظ البحيرة                                                    |
| جريدة العربي           | 1994         | اسبوعيه      | الحزب العربي الديمقراطى الناصرى                                  |
| جريدة أخبار الصباح     | 1994         | اسبوعيه      | حزب الاحرار الاشتراكيين                                          |
| جريدة وقائع هندسية     | 1994         | اسبوعيه      | نقابة المهندسين النقابة الفرعية بالقاهرة                         |
| جريدة الإسماعيلى       | 1994         | ربع سنويه    | نادى الإسماعيلى الرياضى                                          |
| جريدة الحوار           | 1994         | اسبوعيه      | النقابة العامة للعاملين بالصحافة والطباعة والاعلام               |
| جريدة شباب التعاون     | 1994         | شهرية        | رابطة خريجى المعاهد العليا للتعاون التجارى                       |
| جريدة المواجهة         | 1994         | اسبوعيه      | حزب الاحرار الاشتراكيين                                          |
| جريدة الاهرام ابدو     | 1994         | اسبوعيه      | مؤسسة الاهرام                                                    |
| جريدة صوت المعلم       | 1994         | شهرية        | نقابة المهن التعليمية النقابة الفرعية                            |

- من العام 1995 حتي 1999:

| جريدة الميدان            | 1995 | يومية   | شركة الميدان للطبع والنشر                                   |
| جريدة التكافل            | 1995 | اسبوعيه | حزب التكافل                                                 |
| جريدة الشمس              | 1996 | اسبوعيه | نادى الشمس                                                  |
| جريدة النبأ الوطني       | 1996 | يومية   | شركة النبأالوطني للطبع والنشر                               |
| جريدة الرأي العام المصري | 1996 | أسبوعية | تصدر من لندن                                                |
| جريدة صوت الغربية        | 1997 | اسبوعية | مؤسسة صوت الغربية للصحافة والنشر والاعلام                   |
| جريدة الاسبوع            | 1997 | اسبوعيه | شركة الاسبوع للصحافة والطباعة                               |
| جريدة صوت الامة          | 1997 | اسبوعيه | شركة دار صوت الامة                                          |
| جريدة البحراوية          | 1997 | اسبوعيه | حزب التجمع الوطني التقدمى الوحدوى                           |
| جريدة الوفدى الرياضى     | 1998 | اسبوعيه | حزب الوفد الجديد لجنة بورسعيد                               |
| جريدة الوفدى الاقتصادى   | 1998 | اسبوعيه | حزب الوفد الجديد لجنة بورسعيد                               |
| جريدة المصري اليوم       | 1998 | يومية   | شركة مؤسسة المصري للصحافة والطباعة والنشر والاعلان والتوزيع |
| جريدة أخبار النوبة       | 1999 | اسبوعيه | نادى النوبة العام بالقاهرة                                  |
| جربدة الشراقوة           | 1999 | اسبوعيه | المجلس الشعبي المحلى لمحافظة الشرقية                        |

- من العام 2000:

| جريدة الأقتصاد الدولي            | 2000 | شهرية     | الطريقة البرهامية الشهاوية        |
| جريدة الانباء الدولية            | 2000 | اسبوعيه   | خاصة                              |
| جريدة السفير                     | 2000 | يومية     | سعاد خليل أبو العلا               |
| جريدة الحوادث والمجتمع           | 2000 | اسبوعيه   | خاصة                              |
| جريدة الاسرة المصرية             | 2000 | اسبوعيه   | خاصة                              |
| جريدة اللواء العربي              | 2000 | اسبوعيه   | خاصة                              |
| جريدة عيون مصر                   | 2000 | اسبوعيه   | خاصة                              |
| جريدة الشروق الدولية             | 2000 | اسبوعيه   | خاصة                              |
| جريدة أخبار الشرقية              | 2000 | اسبوعيه   | خاصة                              |
| جريدة أخبار العمال               | 2000 | اسبوعيه   | خاصة                              |
| جريدة أخبار التعليم              | 2000 | اسبوعيه   | خاصة                              |
| جريدة شباب الصعيد                | 2000 | اسبوعيه   | خاصة                              |
| جريدة الانباء العربية            | 2000 | شهرية     | خاصة                              |
| جريدة الانباء المصرية            | 2000 | اسبوعيه   | خاصة                              |
| جريدة الايام العصرية             | 2000 | شهرية     | خاصة                              |
| جريدة الإقليم                    | 2000 | شهرية     | خاصة                              |
| جريدة السياسة الاقتصادية         | 2000 | اسبوعيه   | خاصة                              |
| جريدة أخبار الاسبوع الدولية      | 2000 | اسبوعيه   | خاصة                              |
| جريدة الملتقى الدولي             | 2000 | اسبوعيه   | خاصة                              |
| جريدة أخبار البحيرة والأقاليم    | 2000 | شهرية     | خاصة                              |
| جريدة أخبار اسيوط                | 2000 | اسبوعيه   | خاصة                              |
| جريدة أخبار البلد                | 2000 | شهرية     | خاصة                              |
| جريدة السهم                      | 2000 | اسبوعيه   | خاصة                              |
| جريدة حوادث اليوم                | 2000 | اسبوعيه   | خاصة                              |
| جريدة وراء الأحداث               | 2000 | اسبوعيه   | خاصة                              |
| جريدة صوت الجماهير الجديدة       | 2000 | شهرية     | خاصة                              |
| جريدة التعليم اليوم              | 2000 | اسبوعيه   | خاصة                              |
| جريدة النهر                      | 2000 | اسبوعيه   | خاصة                              |
| جريدة المنتدى العربي             | 2000 | اسبوعيه   | خاصة                              |
| جريدة جوول                       | 2000 | اسبوعيه   | خاصة                              |
| جريدة سيدتى الجميلة              | 2000 | اسبوعيه   | خاصة                              |
| جريدة صوت الشعب                  | 2000 | اسبوعيه   | خاصة                              |
| جريدة المستقبل                   | 2000 | اسبوعيه   | خاصة                              |
| جريدة الأوائل                    | 2000 | اسبوعيه   | خاصة                              |
| جريدة أصداء                      | 2000 | اسبوعيه   | خاصة                              |
| جريدة ضمير الامة                 | 2000 | اسبوعيه   | خاصة                              |
| جريدة الراية                     | 2000 | اسبوعيه   | خاصة                              |
| جريدة صدى البحر الاحمر           | 2000 | اسبوعيه   | خاصة                              |
| جريدة راية الحرية                | 2000 | اسبوعيه   | خاصة                              |
| جريدة جيل الغد                   | 2000 | اسبوعيه   | خاصة                              |
| جريدة أخبار الامة                | 2000 | اسبوعيه   | خاصة                              |
| جريدة السوهاجية                  | 2000 | اسبوعيه   | الاستاذ: محمد الطوخى              |
| جريدة المواجهة العالمية          | 2000 | اسبوعيه   | خاصة                              |
| جريدة المال                      | 2000 | اسبوعيه   | خاصة                              |
| جريدة المصريون                   | 2000 | اسبوعيه   | خاصة                              |
| جريدة الحديث                     | 2000 | اسبوعيه   | خاصة                              |
| جريدة صوت المعادى                | 2000 | اسبوعيه   | خاصة                              |
| جريدة المحور                     | 2000 | اسبوعيه   | خاصة                              |
| جريدة الشرق الأوسط المصرية       | 2000 | اسبوعيه   | خاصة                              |
| جريدة المسيرة                    | 2000 | اسبوعيه   | خاصة                              |
| جريدة المصري                     | 2000 | اسبوعيه   | خاصة                              |
| جريدة الميثاق العربي             | 2000 | اسبوعيه   | خاصة                              |
| جريدة اليوم العالمية             | 2000 | اسبوعيه   | خاصة                              |
| جريدة الغربية اليوم              | 2000 | اسبوعيه   | خاصة                              |
| جريدة سواسية                     | 2000 | اسبوعيه   | خاصة                              |
| جريدة عين                        | 2000 | اسبوعيه   | خاصة                              |
| جريدة الجريدة الصناعية           | 2000 | اسبوعيه   | خاصة                              |
| جريدة نايل سات                   | 2000 | اسبوعيه   | خاصة                              |
| جريدة المستقبل أبو الهول الدولية | 2000 | اسبوعيه   | خاصة                              |
| جريدة النيل - قبرص               | 2000 | اسبوعيه   | خاصة                              |
| جريدة الامة العربية              | 2000 | اسبوعيه   | خاصة                              |
| جريدة الحياة المصرية             | 2000 | اسبوعيه   | خاصة                              |
| م كلام الناس                     | 2000 | اسبوعيه   | خاصة                              |
| جريدة الهدف المصرية الدولية      | 2000 | اسبوعيه   | خاصة                              |
| جريدة الصقر الامريكى             | 2000 | اسبوعيه   | خاصة                              |
| جريدة دنيا الرياضة               | 2000 | اسبوعيه   | خاصة                              |
| جريدة صوت الجنوب                 | 2000 | اسبوعيه   | خاصة                              |
| جريدة الانباء الاسوانية          | 2000 | اسبوعيه   | خاصة                              |
| جريدة أخبار إسكندرية             | 2000 | اسبوعيه   | خاصة                              |
| جريدة أخبار دمياط                | 2000 | اسبوعيه   | خاصة                              |
| جريدة أخبار أكتوبر               | 2000 | اسبوعيه   | خاصة                              |
| جريدة الوقائع العربية            | 2000 | اسبوعيه   | خاصة                              |
| جريدة السوق                      | 2000 | اسبوعيه   | خاصة                              |
| جريدة الخميس                     | 2000 | اسبوعيه   | خاصة                              |
| جريدة الرأى الحر                 | 2000 | اسبوعيه   | خاصة                              |
| جريدة أخبار الدقهلية             | 2000 | اسبوعيه   | خاصة                              |
| جريدة الجريدة الاقتصادية         | 2000 | اسبوعيه   | خاصة                              |
| جريدة الشعب الجديد               | 2000 | اسبوعيه   | خاصة                              |
| جريدة الصحة والبيئة              | 2000 | اسبوعيه   | خاصة                              |
| جريدة عالم الصحة                 | 2000 | اسبوعيه   | خاصة                              |
| جريدة الريادة الدولية            | 2000 | اسبوعيه   | خاصة                              |
| جريدة المصري الدولية             | 2000 | اسبوعيه   | خاصة                              |
| جريدة أخبار الوطن                | 2000 | اسبوعيه   | خاصة                              |
| جريدة صوت حلوان                  | 2000 | اسبوعيه   | خاصة                              |
| جريدة العروبة                    | 2000 | اسبوعيه   | خاصة                              |
| جريدة البلاغ                     | 2000 | اسبوعيه   | خاصة                              |
| جريدة صوت اسوان                  | 2000 | اسبوعيه   | خاصة                              |
| جريدة أخبار سوهاج                | 2000 | اسبوعيه   | خاصة                              |
| جريدة البلاد الدولية             | 2000 | اسبوعيه   | خاصة                              |
| جريدة البرلمان الدولية           | 2000 | اسبوعيه   | خاصة                              |
| جريدة التحدى الدولي              | 2000 | اسبوعيه   | خاصة                              |
| جريدة النداء الدولية             | 2000 | اسبوعيه   | خاصة                              |
| جريدة الأقاليم                   | 2000 | اسبوعيه   | خاصة                              |
| جريدة الصيد بالمحلة الكبرى       | 2000 | اسبوعيه   | نادى الصيد الرياضى بالمحلة الكبرى |
| جريدة الوطن                      | 2000 | اسبوعيه   | مؤسسة أخبار اليوم                 |
| جريدة الكنانة                    | 2000 | اسبوعيه   | جمعية رع الأدبية الفنية المعاصرة  |
| جريدة انباء الفيوم               | 2000 | ربع سنويه | جمعية اصدقاء الصحافة بالفيوم      |
| جريدة وطني                       | 2000 | اسبوعيه   | شركة مؤسسة وطني للطباعة والنشر    |
| جريدة أسرار البلد                | 2000 | نصف شهرية | خاصة السويس (عبد التواب الشريف)   |

- من العام 2001 إلى الوقت الراهن:

| الصحيفة                          | تاريخ صدورها | دورية الصدور                   | جهة الإصدار                                          |
| جريدة وفد بنى سويف               | 2001         | اسبوعيه                        | حزب الوفد الجديد بنى سويف                            |
| جريدة التجمع                     | 2001         | اسبوعيه                        | حزب التجمع الوطني التقدمى الوحدوى بالإسكندرية        |
| جريدة المدار                     | 2002         | اسبوعيه                        | رخصة لندنية وتصدر الآن عن حزب مصر الثورة             |
| جريدة المال                      | 2002         | يومية                          | شركة نيو كونتنت للنشر                                |
| جريدة الزمالكاوية                | 2001         |                                | نادى الزمالك                                         |
| جريدة رأى الشباب بالدقهلية       | 2001         | اسبوعيه                        | نادى الديرس الرياضى                                  |
| جريدة المحروسة                   | 2001         | شهرية                          | جمعية الصفوة الاخيار المركزية                        |
| جريدة أخبار المدينة              | 2002         | اسبوعيه                        | جمعية الصحافة للخدمات التعليمية والاجتماعية          |
| جريدة الجيل                      | 2002         | يومية                          | حزب الجيل الديمقراطى                                 |
| جريدة اشراقات                    | 2002         | أسبوعية                        | جمعية أنوار الشباب                                   |
| جريدة الفرسان                    | 2002         | أسبوعية                        | جمعية محبى الرياضة وكرة ال                           |
| جريدة وفد الصعيد                 | 2003         | شهرية                          | لجنة الوفد بالاقصر -حزب الوفد الجديد                 |
| جريدة صوت المصريين               | 2003         | اسبوعيه                        | الحزب الوطني الديمقراطى بمحافظة الجيزة               |
| جريدة الديوان                    | 2003         | شهرية                          | محافظة اسيوط                                         |
| جريدة صوت المنوفية               | 2003         | اسبوعيه                        | جمعية أبناء محافظة المنوفية بالإسكندرية              |
| جريدة شباب المستقبل              | 2003         | اسبوعيه                        | جمعية مصر للاعمال الخيرية                            |
| جريدة أم الدنيا                  | 2003         | اسبوعيه                        | الجمعية المصرية للانماء الاجتماعى والاقتصادى         |
| جريدة الرواد                     | 2003         | اسبوعيه                        | جمعية القبة للخدمات الاجتماعية وحماية المستهلك       |
| جريدة السلام الاجتماعى           | 2003         | اسبوعيه                        | جمعية هنيدى الخيرية                                  |
| جريدة أخبار مطروح                | 2003         | شهرية                          | محافظة مرسى مطروح                                    |
| جريدة الهدف                      | 2003         | اسبوعيه                        | جمعية محبى الرياضة المصرية                           |
| جريدة صوت الأقصر                 | 2003         | شهرية                          | المجلس الأعلى للاقصر                                 |
| جريدة صوت الجماهير               | 2003         | اسبوعيه                        | جمعية العدالة الاجتماعية للاهالى اصحاب المعاشات      |
| جريدة النهوض                     | 2003         | نصف شهرية                      | جمعية النهوض بالبيئة                                 |
| جريدة الشاهد                     | 2004         | شهرية                          | سيد الدكرورى                                         |
| جريدة وفد البحيرة                | 2004         | نصف شهرية                      | حزب الوفد الجديد -لجنة الوفد العامة                  |
| جريدة صوت الوادى                 | 2004         | نصف شهرية                      | محافظة الوادى الجديد                                 |
| جريدة وفد المنوفية               | 2004         | اسبوعيه                        | حزب الوفد الجديد                                     |
| جريدة وفد كفر الشيخ              | 2004         | اسبوعيه                        | حزب الوفد الجديد                                     |
| جريدة الجماهير                   | 2004         | اسبوعيه                        | شركة صوت الجماهير للصحافة والطباعة والنشر            |
| جريدة الصحافة                    | 2004         | اسبوعيه                        | الجمعية المصرية للصحافة والابحاث                     |
| جريدة صوت الفيوم                 | 2004         | شهرية                          | محافظة الفيوم                                        |
| جريدة انباء حلوان والمعادى       | 2004         | شهرية                          | كلية الاداب جامعة حلوان                              |
| جريدة الغد                       | 2004         | اسبوعيه                        | حزب الغد                                             |
| جريدة الدستور                    | 2004         | اسبوعيه                        | شركة الدستور للصحافة والنشر والاعلان والتوزيع        |
| جريدة حواديت                     | 2004         | اسبوعيه                        | شركة النبأ الوطني للنشر                              |
| جريدة الحادثة                    | 2004         | اسبوعيه                        | شركة الصفوة للصحافة والطباعة والنشر                  |
| جريدة القيادات                   | 2005         | نصف شهرية                      | جمعية القيادات للتنمية والخدمات العامة               |
| جريدة الفجر                      | 2005         | اسبوعيه                        | شركة الفجر للصحافة والطباعة والنشر والتوزيع والاعلان |
| جريدة عرضحالجى الجنوب            | 2005         | اسبوعيه                        | حزب التجمع الوطني التقدمى الوحدوى                    |
| جريدة الوفاق القومى              | 2005         | اسبوعيه                        | حزب الوفاق القومى                                    |
| جريدة أبو الهول                  | 2006         | شهرية                          | عبد الخالق ثروت وسط القاهرة                          |
| جريدة صوت سوهاج الحر             | 2008         | شهرية                          |                                                      |
| جريدة صوت الوفد                  | 2005         | شهرية                          | حزب الوفد الجديد اللجنة العامة                       |
| جريدة أسيوط اليوم                | 2009         | اسبوعيه (تصدر نصف شهرية مؤقتاً) | ديوان عام محافظة اسيوط بالتعاون مع مؤسسة أخبار اليوم |
| جريدة السياسة الدولية الاقتصادية | 2009         | اسبوعيه (تصدر نصف شهرية مؤقتاً) |                                                      |
| صحيفة الأنباء العربية (آن) نيوز  | 2018         | صحيفة الكترونية                | aan-news.com                                         |
| جريدة حصري                       | 2020         | صحيفة إلكترونية وورقية متجددة  | مؤسسة حصري للصحافة والإعلام الرقمي www.hsrey.com     |

## قائمة أبرز الصحف في المغرب
من أول الجرائد التي اصدرت في المغرب جريدة تحت اسم جريدة المغرب في سنة 1889م.
من قائمة عناوين الجرائد المغربية نجد:
- 1-الجرائد الحزبية:
  - الاتحاد الاشتراكي
  - العلم حزب الاستقلال
  - بيان اليوم. حزب التقدم والاشتراكية
  - التجديد. حزب العدالة والتنمية www.attajdid.ma
  - المنعطف. حزب الاحرار
  - الحركة. حزب الحركة الشعبية
- 2-الجرائد المستقلة:
- الصباح
  - المساء
  - صدى الصباحية http://www.assabahia.com
  - صحافة اليوم
  - جريدة الجريدة الجديدة
  - منبر الشعب**الصحيفة
  - الأيام
  - الاسبوعية
  - المستقلة
- 3-أبرز الجرائد الإلكترونية:
- barlamane news برلمان نيوز : https://barlamanenews.com
  - ديما دابا: http://www.dimadaba.com
  - مغرس: http://www.maghress.com
  - صحافة اليوم http://sahafat-alyawm.net/
  - معراج المغاربة: www.miaaraj.com
  - اختيار: https://i5tiyar.com/
  - المناضل
  - العلم الامازيغي
  - توزا
  - تسافوت
  - ازطا امازيغ
  - امازيغن
  - اكراو امازيغ
  - الجريدة

و العديد من الجرائد الناطقة بالفرنسة والجرائد الجهوية.

## قائمة أبرز صحف المهجر
من قائمة أبرز عناوين صحف المهجر الصادرة بالعربية أو مزدوجة اللغة نجد أهمها في البلدان التالية:

### في الولايات المتحدة وكندا
- الولايات المتحدة:

- كوكب أميركا
- صوت العروبة
- بيروت تايمز
- عرب تايمز
- الاخبار المهجرية
- الهدى
- جريدة وطن (واشنطن)
  - عرب بوست تأسست عام 1996
- صدى الوطن
- المغتربين
- سيدر نيوز
- كندا:

## موريتانيا
- صحيفة الشعب: هي الصحيفة الرسمية الموريتانية كانت تصدر باللغة الفرنسية ثم تم إصدارها باللغة العربية وهي أول صحيفة رسمية تملكها الدولة الموريتانية.
- صحيفة أخبار أنواكشوط: هي صحيفة تهتم بالشؤون الموريتانية الداخلية والمغرب العربي والساحل وغرب إفريقيا.
- صحيفة أشطاري: صحيفة سياسية ساخرة تمزج بين العربية والحسانية.
- صحيفة الحوادث

## قائمة أبرز صحف اليمن
من قائمة أبرز عناوين صحف اليمن نجد:
- - من الصحف التي تعلن نفسها مستقلّة:

| اسم الصحيفة               | المدة     | يوم الإصدار |
| ------------------------- | --------- | ----------- |
| الأولى                    | يومية     |             |
| الأهالي                   | اسبوعية   |             |
| مأرب برس                  | يومية     |             |
| الشارع                    | يومية     |             |
| صحيفة الرأي العام         | اسبوعية   |             |
| صحيفة المسار              | فصلي      |             |
| صحيفة البلاغ              | اسبوعية   |             |
| صحيفة اليمن السعيد        | شهرية     |             |
| صحيفة الصمود              | فصلي      |             |
| صحيفة الحرية              | اسبوعية   |             |
| صحيفة المرأه              | شهرية     |             |
| صحيفة صوت الايمان         | فصلي      |             |
| صحيفة الشروق              | فصلي      |             |
| صحيفة الناقد العربي       | شهرية     |             |
| صحيفة صنعاء               | شهرية     |             |
| صحيفة الطريق              | اسبوعية   |             |
| صحيفة الشموع              | اسبوعية   |             |
| صحيفة الحق                | اسبوعية   |             |
| المستقلة (صحيفة يمنية)    | اسبوعية   |             |
| صحيفة ادم وحواء           | شهرية     |             |
| صحيفة النهار              | اسبوعية   |             |
| أخبار اليوم (صحيفة يمنية) | يومية     |             |
| صحيفة الناس               | نصف شهرية |             |
| صحيفة الصحة والناس        | فصلية     |             |
| صحيفة النهار              | اسبوعية   |             |
| صحيفة الرشد               | اسبوعية   |             |
| صحيفة الراصد              | شهرية     |             |
| صحيفة الأضواء             | شهرية     |             |
| صحيفة الشرق               | شهرية     |             |
| صحيفة الرقيب              | شهرية     |             |
| مجلة اقتصاد وأسواق        | شهرية     |             |
| مجلة أضواء الشموع         | اسبوعية   |             |
| مجلة الكمبيوتر الشخصي     | فصلية     |             |
| صحيفة الوسط               | شهرية     |             |
| صحيفة الأيام الرياضي      | يومية     |             |

- - في الصحافة الرسمية':

| اسم الصحيفة                | المدة   | يوم الاصدار |
| -------------------------- | ------- | ----------- |
| صحيفة الثورة اليمنية       | يومية   |             |
| الجمهورية (صحيفة يمنية)    | يومية   |             |
| 14 أكتوبر (صحيفة يمنية)    | يومية   |             |
| الوحدة (صحيفة يمنية)       | اسبوعية |             |
| صحيفة الرياضه              | اسبوعية |             |
| صحيفة الحارس               | اسبوعية |             |
| 26 سبتمبر (صحيفة يمنية)    | اسبوعية |             |
| صحيفة الثقا فية            | اسبوعية |             |
| صحيفة الاضواء              | -       |             |
| صحيفة القضائية             | -       |             |
| مجلة معين                  | شهرية   |             |
| مجلة متابعات اعلاميه       | شهرية   |             |
| مجلة الحراس                | -       |             |
| صحيفة الثقافه              | -       |             |
| مجلة الجيش اليمني          | شهرية   |             |
| مجلة اضواء اليمن           | شهرية   |             |
| مجلة التجاره               | شهرية   |             |
| مجلة كلية القيادة والاركان | سنوية   |             |
| مجلة المقاتل               | سنوية   |             |
| مجلة الوعي الضريبي         | فصلية   |             |
| مجلة الوعي الرقابي         | فصلية   |             |
| مجلة الطيران والدفاع       | -       |             |
| مجلة الوطن                 | فصلية   |             |
| صحيفة شبام                 | اسبوعية |             |
| مجلة الوعي الديمقراطي      | فصلية   |             |
| صحيفة الشورى               | شهرية   |             |

- - في الصحافة الحزبيّة:

| اسم الجريدة          | مدة الإصدار | يوم الإصدار |
| الناس (صحيفة يمنية)  | اسبوعية     |             |
| الصحوة (صحيفة يمنية) | اسبوعية     |             |
| صحيفة الميثاق        | اسبوعية     |             |
| صحيفه 22 مايو        | اسبوعية     |             |
| صحيفة 17 يوليو       | اسبوعية     |             |
| صحيفة المسيلة        | اسبوعية     |             |
| صحيفة الشورى         | اسبوعية     |             |
| صحيفة الوحدوي        | اسبوعية     |             |
| صحيفة العروبة        | نصف شهرية   |             |
| صحيفة الامة          | اسبوعية     |             |
| صحيفة الثوري         | اسبوعية     |             |
| صحيفة الراي          | اسبوعية     |             |
| صحيفة التجمع         | اسبوعية     |             |
| صحيفة الجماهير       | اسبوعية     |             |
| صحيفة الاحياء العربي | اسبوعية     |             |
| صحيفة المجتمع        | نصف شهرية   |             |
| صحيفة صوت الشوري     | اسبوعية     |             |
| صحيفة صوت المعارضة   | نصف سنوية   |             |
| مجلة الثوابت         | نصف سنوية   |             |
| صحيفة النور          | شهرية       |             |
| نشرة شعاع الامل      | نصف سنوية   |             |
| صحيفة العامة         | نصف شهرية   |             |
| صحيفة البيان         | نصف شهرية   |             |
| صحيفة صوت الخضر      | نصف شهرية   |             |

- - صحف تصدر باللغة الإنجليزية:

1. يمن تايمز Yemen Times
2. يمن ابزرفر Yemen Observer
3. يمن بوست Yemen Post
4. اليمن المستقلة Yemen Independent
5. يمن توداي Yemen Today

- الأيام
- Al Jumhuriya
- الثورة
- يمن أوبزرفر (English)
- يمن تايمز (English)